# Alliance populaire (Espagne)
Pour les articles homonymes, voir Alliance populaire.
L'Alliance populaire (en espagnol : Alianza Popular) (AP) est une fédération de partis politiques d'idéologie conservatrice, fondée au début de la transition démocratique espagnole par une majorité d'anciennes personnalités politiques du franquisme rejointes par diverses formations de centre droit, et constituée en parti politique en 1977. Après plusieurs participations électorales au sein de coalitions, AP fusionne en 1989 avec d'autres groupes pour former le Parti populaire, qui a constitué pendant vingt-cinq ans le parti hégémonique de la droite espagnole.

## Histoire

### Origines
AP est fondée le 9 octobre 1976 comme une fédération de petits partis conservateurs. De ses sept membres fondateurs, Manuel Fraga (son leader), Federico Silva Muñoz, Cruz Martínez Esteruelas (es), Gonzalo Fernández de la Mora, Laureano López Rodó, Licinio de la Fuente et Enrique Thomas de Carranza (es), tous sauf le dernier sont d'anciens ministres du franquisme. Lors de son congrès fondateur, les trois mille militants du parti crient "Franco, Franco".
Le parti regroupe les différentes sensibilités idéologiques de la droite post-franquiste (les technocrates, les chrétiens-démocrates, les phalangistes, les traditionalistes nationalistes et catholiques fortement liés à l'Opus Dei).
Le 15 juin 1977, à l'occasion des élections constituantes, AP arrive en quatrième position, derrière le Parti communiste d'Espagne, se contentant de 8,21 % des voix et 16 sièges sur 350 au Congrès des députés.
À travers Manuel Fraga, Alianza Popular se manifeste rigoureusement contre la mention de « nationalités » dans l’article 2 de la future Constitution lors de l’examen de l'avant-projet du texte de celle-ci. La moitié des députés d'AP refusent de voter pour la Constitution, principalement à cause de l'autonomie qu'elle accorde aux régions.

### La Coalition démocratique
Après ces mauvais résultats, une nouvelle coalition de droite se forme en vue du scrutin du 1er mars 1979 : la Coalition démocratique (Coalición Democrática), qui désigne comme candidat à la présidence du gouvernement le leader de l'AP, Manuel Fraga. Le jour du scrutin, les résultats sont pires que deux ans plus tôt : la CD reste quatrième, mais ne recueille que 6,05 % des voix et 10 sièges. Fraga démissionne de la présidence de la Coalition mais conserve celle de l'AP.
À la fin de l'année, l'organisation interne de AP est revue et une nouvelle structure beaucoup plus présidentielle, est instaurée. Manuel Fraga est réélu président, tandis que Jorge Verstrynge est désigné secrétaire général. Il démissionne cependant le 2 septembre 1986 pour divergences idéologiques (il rejoindra plus tard le Parti socialiste ouvrier espagnol (PSOE), puis le Parti communiste d'Espagne (PCE)) et se voit remplacé par le très jeune (28 ans) Alberto Ruiz-Gallardón (ultérieurement maire de Madrid entre 2003 et 2011).

### La Coalition populaire
Après l'explosion de l'Union du centre démocratique, au pouvoir depuis 1977, AP forme, avec deux de ses dissidences (le Parti démocrate populaire et le Parti libéral), la Coalition populaire (Coalición Popular), qui devient le premier parti d'opposition lors des élections générales de 1982 avec 26,36 % des suffrages et 107 députés sur 350. Quatre ans plus tard, au moment des législatives de 1986, la CP reste stable (25,97 % des voix et 105 sièges).
À l'occasion du référendum sur le maintien de l'Espagne dans l'OTAN, organisé le 12 mars 1986, l'AP appelle à l'abstention ou au vote blanc. En décembre suivant et à la suite de la défaite d'AP aux élections régionales de novembre dans la Communauté autonome du Pays basque, Manuel Fraga démissionne de la présidence du parti.
En février 1987, Antonio Hernández Mancha est élu président contre Miguel Herrero lors d'un congrès extraordinaire de l'AP.
Les divisions internes et les défaites aux élections générales de 1982 et 1986, largement remportées par le PSOE, entraînent des crises successives au sein du parti. Pour les surmonter, Manuel Fraga instaure un mode de gouvernance autoritaire et hiérarchique, conduisant à la création du Parti Populaire.

## Congrès
- 1er congrès (1977) ;
- 2e congrès (1978) ;
- 3e congrès (1979) ;
- 4e congrès (1981) ;
- 5e congrès (1982) ;
- 6e congrès (1984) ;
- 7e congrès (1986) ;
- 8e congrès (1987).

## Résultats électoraux

### Congrès des députés et Sénat
| Année | Congrès des députés | Congrès des députés | Congrès des députés | Sénat    | Rang | Gouvernement | Tête de liste |
| Année | Voix                | %                   | Sièges              | Sénat    | Rang | Gouvernement | Tête de liste |
| ----- | ------------------- | ------------------- | ------------------- | -------- | ---- | ------------ | ------------- |
| 1977  | 1 504 771           | 8,2                 | 16 / 350            | 2 / 207  | 4e   | Opposition   | Manuel Fraga  |
| 1979  | 1 060 330           | 5,9                 | 9 / 350             | 3 / 208  | 4e   | Opposition   | Manuel Fraga  |
| 1982  | au sein de l'AP-PDP | au sein de l'AP-PDP | 84 / 350            | 54 / 208 | 2e   | Opposition   | Manuel Fraga  |
| 1986  | au sein de la CP    | au sein de la CP    | 69 / 350            |          | 2e   | Opposition   | Manuel Fraga  |

### Parlement européen
| Année | Voix      | %    | Sièges  | Rang | Tête de liste |
| ----- | --------- | ---- | ------- | ---- | ------------- |
| 1987  | 4 747 283 | 24,7 | 17 / 60 | 2e   | Manuel Fraga  |